# Opharus imitata
Opharus imitata là một loài bướm đêm thuộc phân họ Arctiinae, họ Erebidae.